# Radomice (województwo wielkopolskie)
Radomice – wieś w Polsce położona w województwie wielkopolskim, w powiecie wrzesińskim, w gminie Września.
W latach 1975–1998 miejscowość położona była w województwie poznańskim.

## Historia
Rajmund hrabia Skórzewski herbu Drogosław, właściciel dóbr nekielskich i czerniejewskich, tworzył od 1846 Ordynację Skórzewskich na Czerniejewie-Radomicach, którą mieli dziedziczyć męscy potomkowie na zasadzie primogenitury. Podpisanie fidei commisum (w wiarygodne ręce oddaję – zapis powierzania majątku) nastąpiło w 1855. Od 1869 każdemu ordynatowi przysługiwało miejsce w Pruskiej Izbie Panów. 